# Ipses
Os Ipses foram um povo residente no atual território de Portugal.

## História
Descobertas arqueológicas, parecem confirmar que este povoado fortificado pré-romano se localizava no sítio de Vila Velha, em Alvor.Já faziam a cunhagem de moedas durante o domínio romano, o que denota uma importância considerável para a época.
Pode-se citar como exemplos destas armas:
- Asse de Chumbo: mostrando no anverso uma cabeça masculina à direita e uma orla de pontos grossos e no reverso um golfinho à direita sobre as letras IPSES;
- Asse de Cobre: mostrando no anverso a cabeça de Hércules à esquerda, com clava atrás e no reverso um Cupido sobre um golfinho à esquerda e as letras IPSES.

Ambas as moedas datam do século I a.C..